# Fontenay-sur-Vègre
Fontenay-sur-Vègre ist eine französische Gemeinde mit 309 Einwohnern (Stand: 1. Januar 2022) im Département Sarthe in der Region Pays de la Loire. Die Gemeinde gehört zum Arrondissement La Flèche und zum Kanton Loué. Die Einwohner werden Fontenaysiens und Fontenaysiennes genannt.

## Geografie
Fontenay-sur-Vègre liegt in der historischen Provinz Maine etwa 32 Kilometer westsüdwestlich von Le Mans am Vègre. Umgeben wird Fontenay-sur-Vègre von den Nachbargemeinden Chevillé im Norden, Chantenay-Villedieu im Osten und Nordosten, Tassé im Südosten, Asnières-sur-Vègre im Süden sowie Poillé-sur-Vègre im Westen und Nordwesten.

## Bevölkerungsentwicklung
| 1962                       | 1968 | 1975 | 1982 | 1990 | 1999 | 2006 | 2013 | 2020 |
| -------------------------- | ---- | ---- | ---- | ---- | ---- | ---- | ---- | ---- |
| 418                        | 362  | 320  | 272  | 247  | 295  | 316  | 340  | 313  |
| Quellen: Cassini und INSEE |      |      |      |      |      |      |      |      |

## Sehenswürdigkeiten
- Kirche Saint-Philibert
- Herrenhaus Fontenay aus dem 14./15. Jahrhundert, seit 1926 in Teilen als Monument historique eingeschrieben, seit 1995 in weiteren Teilen

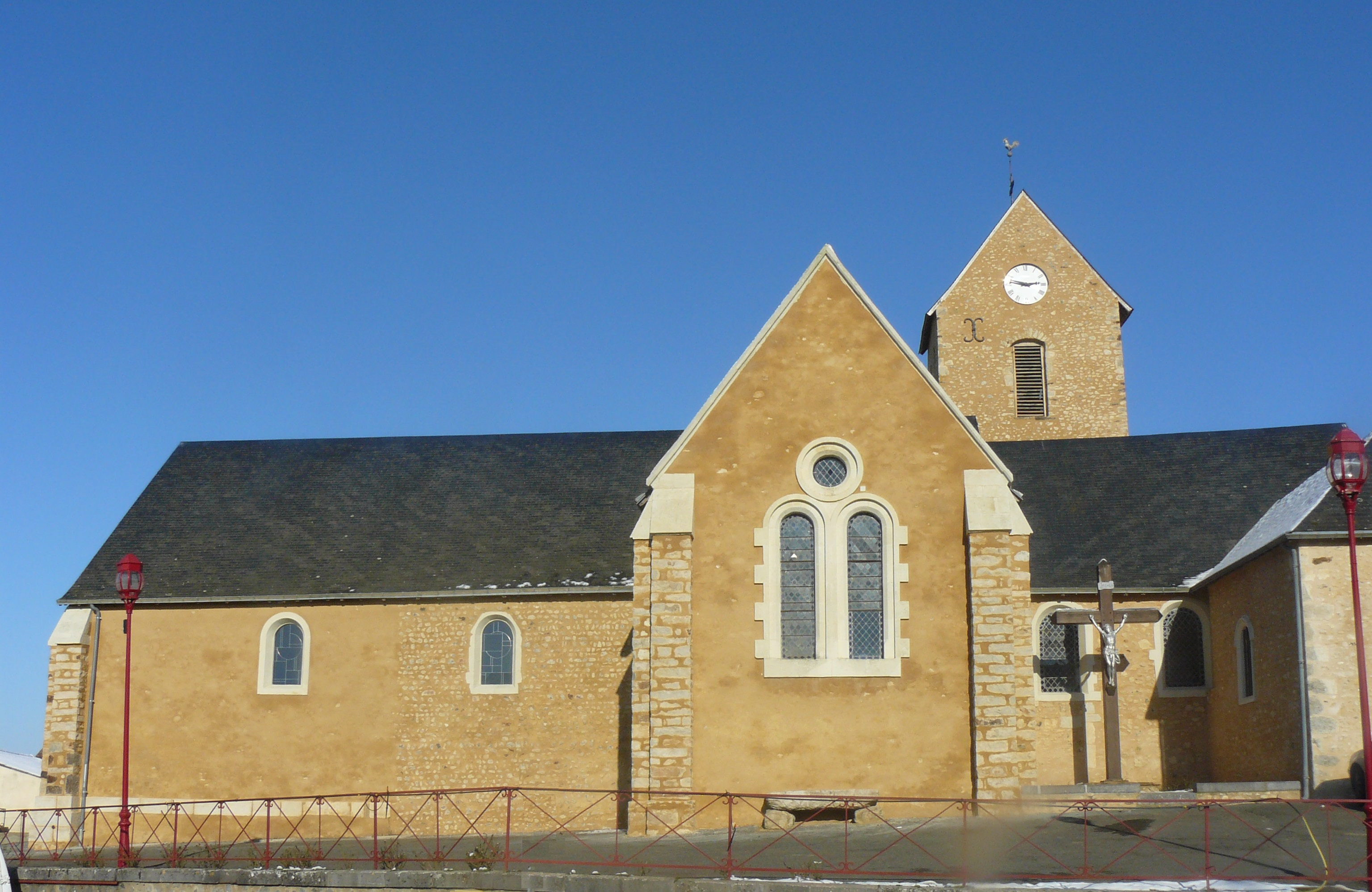
Kirche Saint-Philibert
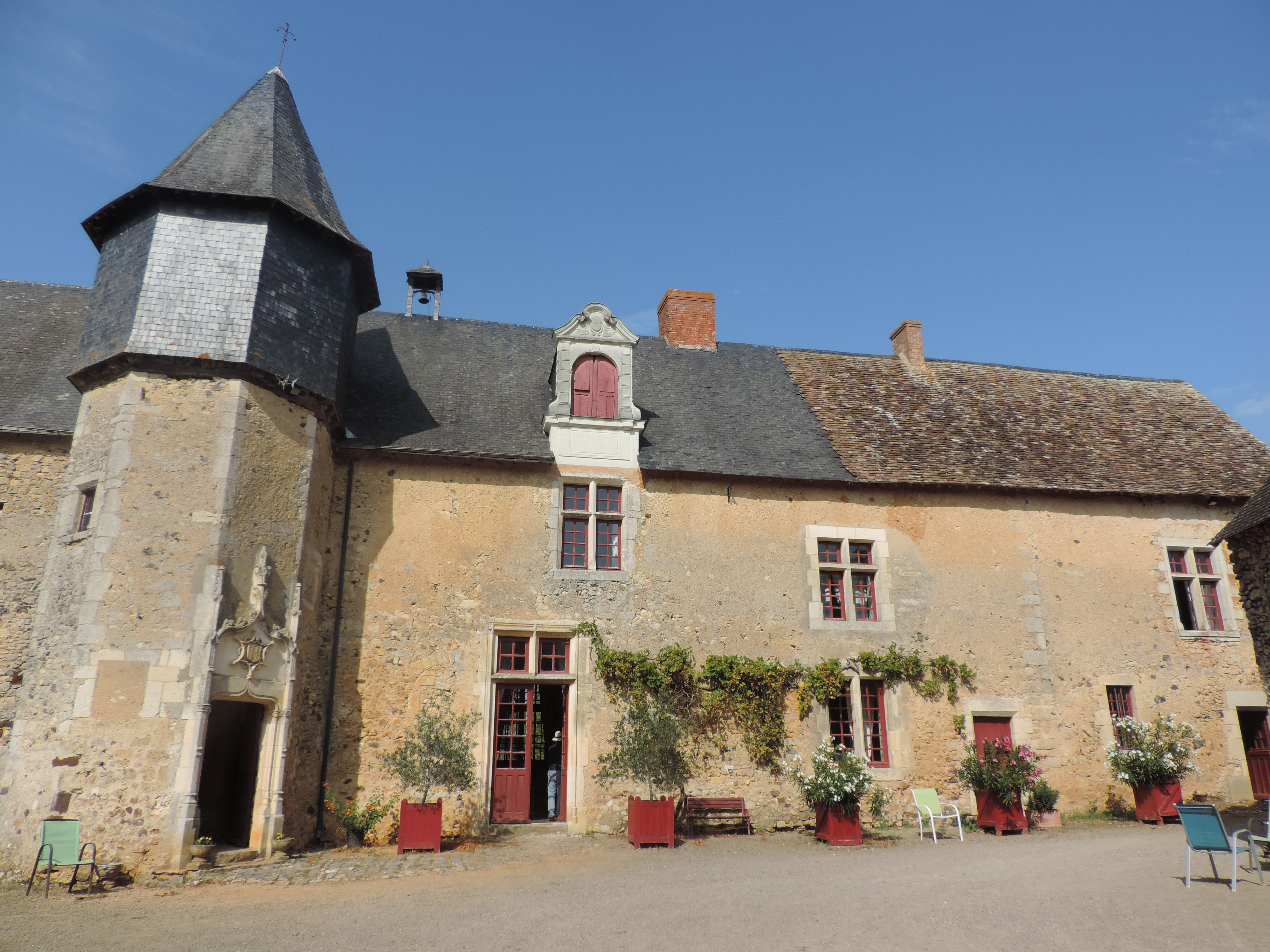
Herrenhaus Fontenay

## Trivia
Das Herrenhaus diente neben weiteren Orten als Kulisse für den Film Der Mann in der eisernen Maske (1998).